# Liexi (sockenhuvudort i Kina, Hunan Sheng, lat 28,79, long 109,83)
Liexi (kinesiska: 列夕, 列夕乡) är en sockenhuvudort i Kina. Den ligger i provinsen Hunan, i den södra delen av landet, omkring 310 kilometer väster om provinshuvudstaden Changsha. Antalet invånare är 6 041. Befolkningen består av 2 942 kvinnor och 3 099 män. Barn under 15 år utgör 23,0 %, vuxna 15-64 år 63 %, och äldre över 65 år 13,0 %.
Runt Liexi är det ganska tätbefolkat, med 93 invånare per kvadratkilometer. Närmaste större samhälle är Qianling, 19,9 km väster om Liexi. I omgivningarna runt Liexi växer huvudsakligen savannskog.
Genomsnittlig årsnederbörd är 1 790 millimeter. Den regnigaste månaden är maj, med i genomsnitt 312 mm nederbörd, och den torraste är december, med 28 mm nederbörd.